# Chiesa di San Benedetto (Caccamo)
La chiesa di San Benedetto alla Badìa è un edificio religioso situato a Caccamo. La chiesa, insieme all'annesso monastero benedettino, fu fondata nel 1572.

## Descrizione
Chiesa a navata unica, il pavimento in mattoni di maiolica è stato attribuito prima all'artista Nicolò Sarzana e poi a Giuseppe Gurrello o alla sua bottega familiare.
Fra le opere presenti nella chiesa:

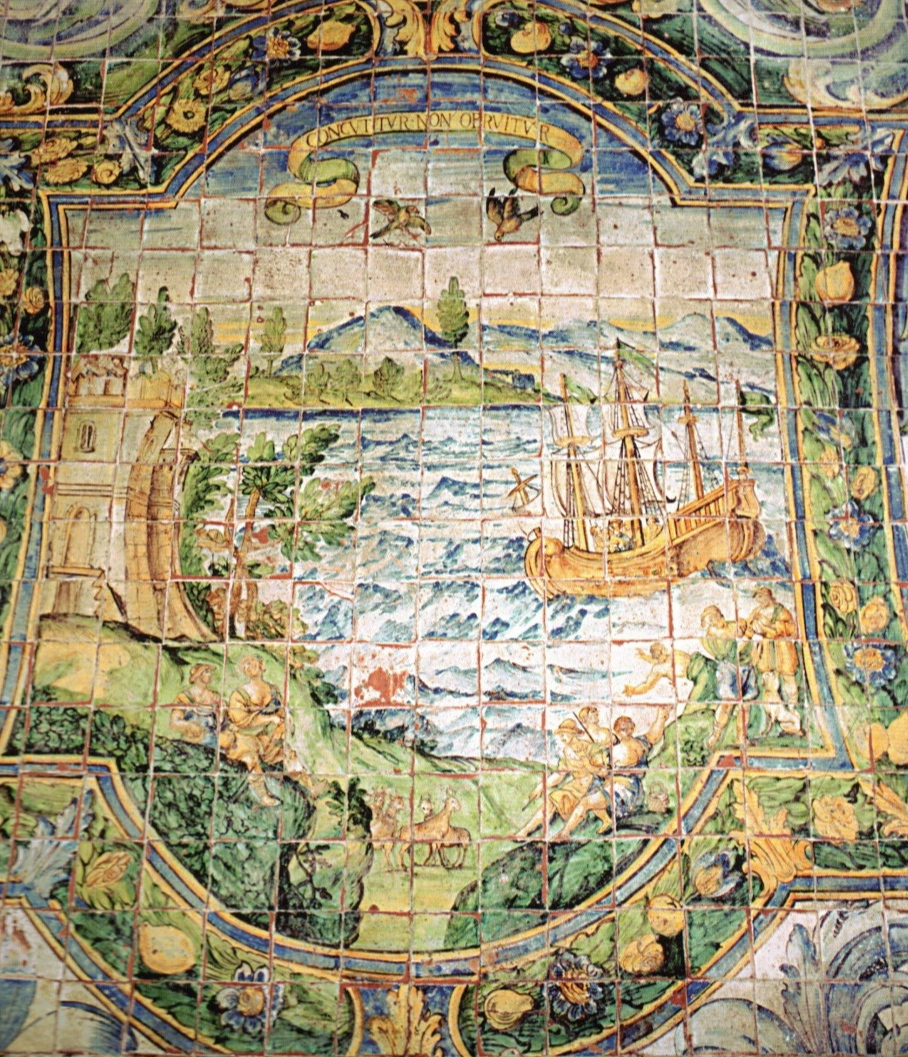
Pavimento maiolicato - inizi XVIII secolo

- Antonino Spadafora, Madonna della Neve tra i Santi Stefano e Lorenzo, dipinto del 1594;
- Vincenzo La Barbera, Immacolata Concezione, dipinto del 1613;
- Francesco La Quaraisima, Crocifissione tra i Santi Benedetto e Scolastica, dipinto 1632;
- Antonio Petringa, Trionfo di S. Benedetto e Assunzione di Maria, affreschi del 1735;
- Bartolomeo Sanseverino, Cena in Emmaus, Castità e Obbedienza, stucchi del 1756;
- Mariano Rossi, San Benedetto che indica la Regola ad un sovrano e alle Benedettine, dipinto della seconda metà del Settecento.[2]
- Giacomo e Procopio Serpotta, Decorazioni, fregi e manufatti in stucco, XVIII secolo